# 五十嵐久
五十嵐 久（いがらし ひさし、1971年3月7日 - 1995年4月11日）は、日本の騎手（日本中央競馬会）。鹿児島県出身。旧姓は「水流添（つるぞえ）」。

## 来歴
競馬学校5期生。同期入学に小野次郎・小池隆生・佐伯清久・佐藤哲三・高橋明・角田晃一・山田泰誠がいる。
1989年、3月に美浦・平井雄二厩舎の所属騎手としてデビュー。同年6月3日、東京競馬第5日第2競走でパッショナリアに騎乗し初勝利。
平地・障害両方の免許を所有していたが、デビュー年より障害競走にも多く騎乗していた。
1990年、中山大障害（秋）にて重賞初騎乗。（騎乗馬：オキノトモヅナ、3着）
1991年、スプリンターズステークスにてGI競走初騎乗。（騎乗馬：アドバンスモア、14着）
1993年6月15日、「五十嵐」に改姓。
1994年、中山大障害（秋）を最低人気（8頭立て）だったローズムーンで制し、重賞初勝利。
1995年、4月11日夜、美浦トレセン内の私道をオートバイで走行中に鉄パイプ製の柵に激突する交通事故を起こし、直ちに美浦中央病院に収容されたが同日頸椎骨折のため死亡した。24歳。通算成績736戦45勝（うち障害164戦16勝）。なお、最終騎乗となった4月9日の障害未勝利戦ではネイビーソルジャーに騎乗し勝利している。

## 重賞優勝
- 1994年中山大障害（秋）（ローズムーン）

## その他
- 2007年に発売されたニンテンドーDSのゲーム「馬検」にて、旧姓である「水流添」の読みを答える問題が登場した。